# Học viện Chính trị Quân sự Felix Dzerzhinsky

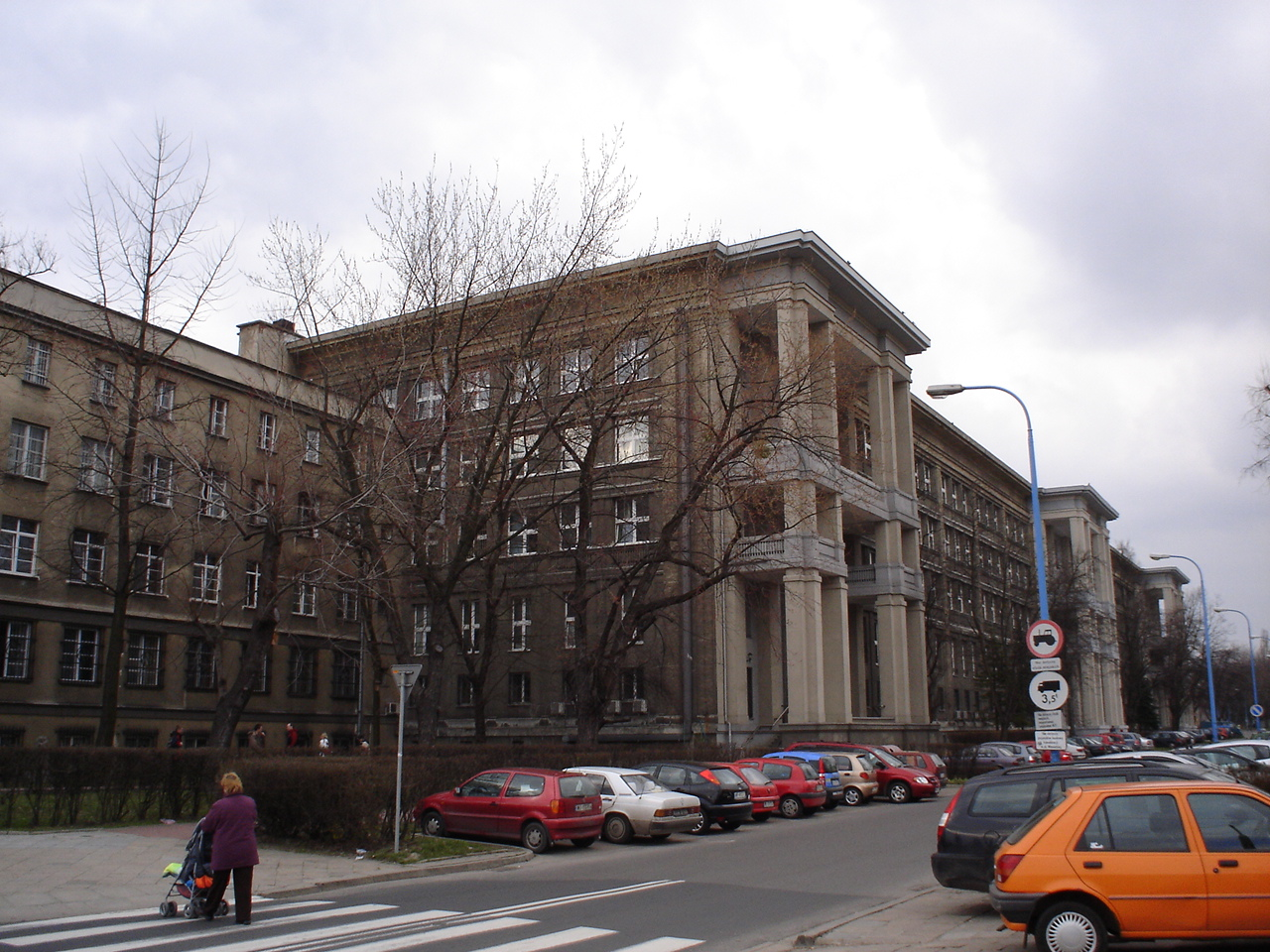
Các tòa nhà của "Học viện Chính trị-Quân sự Dzerzhinsky" trước đây ở Warsaw

Học viện chính trị - quân sự Felix Dzerzhinsky (tiếng Ba Lan: Wojskowa Akademia Polityczna im. Feliksa Dzierżyńskiego Feliksa Dzierżyńskiego) - là một học viện quân sự kiểu Xô Viết, được thành lập bởi chính phủ Cộng sản, tại Cộng hòa Nhân dân Ba Lan. Nó hoạt động tại Warsaw từ năm 1951 đến năm 1990, và là một tổ chức có tình trạng là một trường trung học, được thành lập để truyền bá chỉ huy của lực lượng quân sự của Cộng sản Ba Lan. Các cựu sinh viên của Học viện Chính trị - Quân sự đã trở thành chính ủy trong Quân đội.

## Lịch sử
Học viện được khai trương vào ngày 22 tháng 3 năm 1951, trong khuôn viên đã được sử dụng bởi Học viện Chính trị viên tại Rembertow. Vào ngày 18 tháng 7 năm 1951, nó được đặt theo tên của Felix Dzerzhinsky. Ngay sau đó, nó được chuyển đến khách sạn Europejski cũ ở trung tâm Warsaw, và vào năm 1954, nó lại được chuyển đến khuôn viên của Trụ sở Học viện Quân đội Ba Lan, nằm trên phố Opaczewska.
Cấu trúc của Học viện dựa trên Học viện Chính trị-Quân sự VI Lenin ở Moscow, vì người sáng lập, Đại tá Jan Hoffman đã tốt nghiệp ở đó. Hầu hết các nhân viên của trường là sĩ quan của Học viện Chính trị cũ, cũng như một nhóm các sĩ quan chính trị Hồng quân. Trong số các giảng viên có Jerzy Wiatr, Tadeusz Kotarbinski, Stefan Michnik và Stanislaw Kania.
Trong những năm đầu tiên tồn tại, Học viện có tám khoa:
- Lịch sử phong trào công nhân Ba Lan và lịch sử Ba Lan,
- Lịch sử phong trào công nhân thế giới và quốc tế,
- Lịch sử Quân sự và Chiến tranh,
- Lịch sử Chiến thuật và Trụ sở chính,
- Lịch sử địa lý chiến tranh,
- Lịch sử kinh tế chính trị,
- Lịch sử chủ nghĩa Mác Lênin,
- Lịch sử Đảng và Công tác chính trị.

Năm 1954, Khoa Quân sự-Pháp lý đã được thêm vào. Vào tháng 12 năm 1958, các khoa Lịch sử và Sư phạm đã được thêm vào, và đầu năm 1961, Học viện Pháp lý Quân sự đã được mở trong Học viện. Năm 1966, Trung tâm nghiên cứu xã hội được khai trương.
Học viện đã bị giải thể vào ngày 21 tháng 5 năm 1990 và phần lớn trường được chuyển sang Đại học Warsaw.

## Giáo sư
- Cczesław Madajchot
- Julian Polan-Haraschin
- Thảo mộc Stanisław
- Jerzy Wiatr
- Jan Szczepański
- Janusz Reykowski
- Stanisław Kwiatkowski
- Tadeusz Dziekan
- Kazimierz Ochocki
- Józef Borgosz
- Rudolf Dzipanov
- Edward Barszcz
- Ryszard Ratajchot
- Zbigniew Chądzyński
- Ludwik Bazylow
- Mary Leszchot
- Bolesław Krasn
- Edward Krawchot
- Janusz teleszyński
- Emanuel Halicz
- Michał Pirko
- Stanisław Józef Sokołowski